# Takayuki Tanii
Takayuki Tanii (谷井孝行?, Tanii Takayuki; Namerikawa, 14 febbraio 1983) è un marciatore giapponese.

## Palmarès
| Anno | Manifestazione  | Sede           | Evento       | Risultato | Prestazione | Note                                     |
| ---- | --------------- | -------------- | ------------ | --------- | ----------- | ---------------------------------------- |
| 2007 | Mondiali        | Osaka          | Marcia 20 km | 21º       | 1h26'53"    |                                          |
| 2008 | Giochi olimpici | Pechino        | Marcia 20 km | dq        | dq          |                                          |
| 2008 | Giochi olimpici | Pechino        | Marcia 50 km | 29º       | 4h01'37"    |                                          |
| 2009 | Mondiali        | Berlino        | Marcia 50 km | dnf       | dnf         |                                          |
| 2011 | Mondiali        | Taegu          | Marcia 50 km | 8º        | 3h48'03"    | Miglior prestazione personale stagionale |
| 2013 | Mondiali        | Mosca          | Marcia 50 km | 9º        | 3h44'26"    |                                          |
| 2014 | Giochi asiatici | Incheon        | Marcia 50 km | Oro       | 3h40'19"    | Record dei Giochi                        |
| 2015 | Mondiali        | Pechino        | Marcia 50 km | Bronzo    | 3h42'55"    |                                          |
| 2016 | Giochi olimpici | Rio de Janeiro | Marcia 50 km | 14º       | 3h51'00"    |                                          |